# Mystery Jets
Mystery Jets é uma banda inglesa de indie rock de Eel Pie Island, Londres. Inicialmente a banda era formada por Henry Harrison (contrabaixo e guitarra), Blaine Harrison (contrabaixo, vocais, guitarra e teclado)e William Rees (vocais, guitarra, teclados e percussão). Outros membros são Kai Fish (contrabaixo, vocais, guitarra, teclado, efeitos, percussão e às vezes, bateria) e Kapil Trivedi (bateria).                          

## História
A princípio, a banda consistia em Blaine Harrison na bateria, Willian Rees como guitarrista e Henry Harrison (pai de Blaine) no baixo. Henry se tornou o segundo guitarrista quando juntou-se a banda Kai Fish no baixo e Tamara Pearce-Higgins nos teclados. neste momento, a banda gravou o EP homônimo com o produtor Nick Sykes. Blaine então, assume os vocais. Tamara deixa a banda e Blaine passa da bateria para os teclados. A banda teve por um breve período um amigo de Willian na bateria, conhecido apenas como Max. A banda então procurava em fóruns na internet um baterista, e encontrou Kapil Trivedi.

## Making Dens (2006)
O álbum de estreia, Making Dens, foi lançado em 6 de março de 2006. Em 18 de setembro do mesmo ano, a banda fez um tributo a Syd Barrett, uma de suas maiores influências. o show aconteceu na Union Chapel em Islington, Londres. 
Em dezembro de 2006, a banda lança  "Umbrellahead / Half In Love With Elizabeth" através de sua página no Myspace. As duas faixa foram produzidas por Erol Alkan, e cridas para fazer parte de um EP acústico, mas a ideia acabou abandonada.
Ao longo de 2007, a banda compôs novas músicas (como "Hand Me Down", "Pink Elephant" e "Undercover Lover". As duas últimas foram depois renomeadas como "Veiled In Grey" e"Hideaway" e todas as três estão incluídas no álbum Twenty One.) e realizou mais shows ao redor do mundo, principalmente nos Estados Unidos, onde lançaram o álbum Zootime (uma coletânea de Making Dens, assim como EP e singles anteriormente lançados).
Henry Harrison decidiu parar de realizar performances ao vivo com a banda logo após disso, mas ainda assim, entrou em estúdio com o resto da banda. No final de 2007,a banda realizou pequenos shows em clubes por todo o Reino Unido e lançou o single de Natal "Flakes".

## Twenty One (2008)
O segundo álbum, Twenty One, foi lançado em 24 de março de 2008. Produzido por Erol Alkan e mixado por Nick Launay, foi precedido pelo single "Young Love", com participação de Laura Marling (lançado em 10 de março de 2008). O segundo single do álbum foi "Two Doors Down". Este alcançou a 24ª posição nas paradas britânicas, até agora a maior posição alcançada pela banda.
Em 8 de junho de 2008, a banda se apresentou no festival de música Scottish RockNess, e transmissão no Reino Unido pela Hitz Radio.

## Serotonin (2010)
Em abril de 2010, o Mystery Jets anunciou seu terceiro álbum, Serotonin, que foi lançado em 5 de julho de 2010. O single promocional "Flash A Hungry Smile" foi disponibilizado no site da banda para download gratuito. O primeiro single do álbum a ser lançado foi "Dreaming of Another World", também lançado em 5 de julho.

## Discografia
Álbuns
- Making Dens (6 de março de 2006) UK #32
- Zootime(8 de maio de 2007, lançado apenas nos Estados Unidos)
- Twenty One ( 24 de março de 2008) UK #42
- Serotonin ( 5 de julho de 2010) UK #42
- Radlands (30 de Abril de 2012) UK #40

Singles
2005
"Zoo Time"
"On My Feet"
"You Can't Fool Me Dennis"
"Alas Agnes"
2006
"The Boy Who Ran Away"
"You Can't Fool Me Dennis" (relançado)
"Diamonds In The Dark"
2008
"Young Love" (feat. Laura Marling)
"Two Doors Down"
"Half In Love With Elizabeth"
2010
"Dreaming Of Another World"
"Show Me The Light"
EP
- Flotsam and Jetsam EP (9 de maio de 2006)
- Mystery Jets EP

Links
- Site Oficial
- Myspace
- Facebook
- Twitter